# Giovanni Lauda
Giovanni Lauda (Napoli, 17 febbraio 1956) è un architetto e designer italiano.
Giovanni Lauda ha contribuito al dibattito e alla narrazione sul design italiano svolgendo attività didattica e conferenze e scrivendo di architettura e design per numerose riviste in Italia e all’estero. Vive a Milano e lavora nella ricerca, nel campo del Product e dell’Interior Design.

## Biografia
Dopo la laurea in Architettura a Napoli, si trasferisce a Milano dove frequenta la Domus Academy, allora diretta da Andrea Branzi, conseguendo il Master in Design con il progetto sulla scenografia urbana.
La sua collaborazione con la rivista di design Modo nata già prima del suo trasferimento a Milano, continua fino alla fine degli anni '80 e nel 1987 esce sul mercato il suo primo prodotto, la sedia Hydra per Sedie & Company.
Dal 1988 fino al 1991 lavora nello studio milanese di Massimo Morozzi, tra i fondatori di Archizoom, progettista per Cassina e art director di Edra.
Nel 1992 apre, insieme al designer Dante Donegani, lo studio D&L a Milano. Studio che lo vedo impegnato a ricerche sul tema dell'abitare attraverso mostre, allestimenti e prodotti che ottengono riconoscimenti in Italia e all' estero.
Ha collaborato con Andrea Branzi alla cura della mostra Il Design italiano 1964-1990 alla Triennale di Milano nel 1996 e l'anno successivo progetta la Casa a scomparsa, ipotesi di casa fluida e reversibile non più divisa per ambienti funzionali, verrà realizzato solo successivamente, nel 2001, all’interno della mostra “Italia e Giappone, Design come stile di vita” a Yokohama e Kobe, a cura di Andrea Branzi con l’allestimento di Toio Ito. Mostra che lo vede impegnato anche nella veste di curatore per il settore casa.
L'anno seguente si rivelerà un anno fortunato. Infatti è nel 1998 che vede la luce il progetto della chaise longue Passepartout, prodotta da Edra, che nel 2003 entra nella collezione permanente del M.O.M.A. di San Francesco e del Museo del Design della Triennale di Milano. Nel 2005 verrà inoltre esposta alla Royal Academy of Arts di Londra.
La ricerca di una nuova relazione tra la casa e prosegue con i mobili Compact per Radice del 2000. Nel 2004 il progetto La casa liberata sulla riorganizzazione degli spazi domestici attraverso la miniaturizzazione delle componenti tecniche, la virtualizzazione di alcune attività e l’introduzione di alcuni servizi in sostituzione dei prodotti, è esposto alla Biennale di Venezia di Architettura dedicata al tema Metamorphosis.
Nel 2006 ha curato, per il CERSAIE di Bologna, il concept e l’allestimento della mostra Ceramic springs. Sorgenti ceramiche sul tema del benessere nell’ambiente multifunzionale e sofisticato del bagno.
Nel 2008 negli spazi dell‘ex Ansaldo di Milano ha curato la mostra Living Kitchen, per Veneta Cucine ed Electrolux, sui cambiamenti della cucina e del suo spazio.
Nel 2009 ha allestito la mostra Dritto e rovescio a cura di Nicoletta Branzi e il collettivo Do-knit-yourself alla Triennale di Milano.
Dal 2002 al 2004 ha tenuto la rubrica Progetto design sulla rivista Interni e nel 2021 ha pubblicato Il design è come un panda?, una storia del design italiano dal 1980 al 2020.

## Riconoscimenti
Nel 2005 la lampada Lisca, prodotta da Rotaliana vince un iF design award.
Nel 2008 MultiPot di Rotaliana è selezionato per il Compasso d’oro  ed è descritto come esempio di lampada innovativa multifunzionale
Nel 2009 La ricerca Living Kitchen. Nuovi standard in cucina per Veneta Cucine ed Electrolux è selezionata per l’ADI Index 2009.
Nel 2019 la lampada fonoassorbente Eden di Rotaliana riceve il Good Design Award.